# Casa Padró i Serrals
La Casa Padró i Serrals és un edifici del municipi d'Igualada (Anoia) que forma part de l'Inventari del Patrimoni Arquitectònic de Catalunya.

## Descripció
Per un document del segle xviii sabem l'antiga distribució d'aquesta casa, avui dividida en diversos estatges, tenia 24 peces repartides de la següent manera: celler, una; planta baixa, 5; entresol, 4; primer pis, 13; golfes, 1. Entre les habitacions de la planta baixa, distribuïdes entorn de la gran escala, hi havia el pastador, un corral i una botiga del gra. La part superior de l'escala donava a una grans sala rebedor. La façana va ésser arranjada el 1904, segons la inscripció que hi ha al costat de la porta. S'hi pot observar la barana amb l'empostissat recobert amb rajola catalana.

## Història
Originàriament l'edifici pertanyia al paraire Joan Serrarols, però des de l'any 1668 va esdevenir la llar de la família Padró, a causa de la seva filiació política borbònica exercí un paper dominant entre l'oligarquia governant de la població fins ben entrat el segle xix. L'edifici ha sofert diverses reformes en la seva estructura, la darrera de les quals l'any 1904, però conserva encara bona part dels seus trets originaris.